# Uruguayaans voetbalelftal in 2007
Het Uruguayaans voetbalelftal speelde in totaal veertien interlands in het jaar 2007, waarvan zes duels bij de strijd om de Copa América in Venezuela. Daar eindigde de ploeg onder leiding van bondscoach Oscar Tabárez op de vierde plaats na een 3-1 nederlaag in de troostfinale tegen Mexico. Op de FIFA-wereldranglijst steeg Uruguay in 2007 van de 30ste (januari 2007) naar de 28ste plaats (december 2007).

## Interlands
|                                    |                    |       |                                                                          |                                                                                          |
| 7 februari Vriendschappelijk № 736 | Colombia           | 1 – 3 | Uruguay                                                                  | Estadio General Santander, Cúcuta Toeschouwers: 22.105 Scheidsrechter: Jorge Hoyos (COL) |
| 7 februari Vriendschappelijk № 736 | Hugo Rodallega 81' |       | 17' (pen.) Sebastián Abreu 61' (pen.) Sebastián Abreu 74' Gonzalo Vargas | Estadio General Santander, Cúcuta Toeschouwers: 22.105 Scheidsrechter: Jorge Hoyos (COL) |

|                                  |            |                                   |         |                                                                                       |
| 24 maart Vriendschappelijk № 737 | Zuid-Korea | 0 – 2                             | Uruguay | Seoul World Cup Stadion, Seoul Toeschouwers: 42.159 Scheidsrechter: Kenji Ogiya (JPN) |
| 24 maart Vriendschappelijk № 737 |            | 19' Carlos Bueno 37' Carlos Bueno |         | Seoul World Cup Stadion, Seoul Toeschouwers: 42.159 Scheidsrechter: Kenji Ogiya (JPN) |

|                                |                    |       |                                    |                                                                                            |
| 2 juni Vriendschappelijk № 738 | Australië          | 1 – 2 | Uruguay                            | Telstra Olympic Stadium, Sydney Toeschouwers: 61.795 Scheidsrechter: Roberto Rosetti (ITA) |
| 2 juni Vriendschappelijk № 738 | Mile Sterjovski 6' |       | 40' Diego Forlán 77' Álvaro Recoba | Telstra Olympic Stadium, Sydney Toeschouwers: 61.795 Scheidsrechter: Roberto Rosetti (ITA) |

| Copa América |
| ------------ |

|                                              |         |                                                                    |      | |
| 26 juni Copa América Groep A № 739 18:05 uur | Uruguay | 0 – 3                                                              | Peru | Estadio Metropolitano de Mérida, Mérida Toeschouwers: 23.000 Scheidsrechter: Carlos Amarilla (PAR) |
| 26 juni Copa América Groep A № 739 18:05 uur |         | 27' Miguel Villalta 70' Juan Carlos Mariño 88' José Paolo Guerrero |      | Estadio Metropolitano de Mérida, Mérida Toeschouwers: 23.000 Scheidsrechter: Carlos Amarilla (PAR) |

|                                              |         |                     |         |                                                                                                  |
| 30 juni Copa América Groep A № 740 16:05 uur | Bolivia | 0 – 1               | Uruguay | Estadio Polideportivo, San Cristóbal Toeschouwers: 23.000 Scheidsrechter: Baldomero Toledo (USA) |
| 30 juni Copa América Groep A № 740 16:05 uur |         | 58' Vicente Sánchez |         | Estadio Polideportivo, San Cristóbal Toeschouwers: 23.000 Scheidsrechter: Baldomero Toledo (USA) |

|                                             |           |       |         |                                                                                                 |
| 3 juli Copa América Groep A № 741 20:50 uur | Venezuela | 0 – 0 | Uruguay | Estadio Metropolitano de Mérida, Mérida Toeschouwers: 42.000 Scheidsrechter: Carlos Simon (BRA) |
| 3 juli Copa América Groep A № 741 20:50 uur |           |       |         | Estadio Metropolitano de Mérida, Mérida Toeschouwers: 42.000 Scheidsrechter: Carlos Simon (BRA) |

|                                                 |                 |       |                                                                                     |                                                                                                |
| 7 juli Copa América Kwartfinale № 742 18:05 uur | Venezuela       | 1 – 4 | Uruguay                                                                             | Estadio Polideportivo, San Cristóbal Toeschouwers: 41.200 Scheidsrechter: Carlos Chandía (CHI) |
| 7 juli Copa América Kwartfinale № 742 18:05 uur | Juan Arango 41' |       | 38' Diego Forlán 64' Pablo Gabriel García 86' Cristian Rodríguez 90+1' Diego Forlán | Estadio Polideportivo, San Cristóbal Toeschouwers: 41.200 Scheidsrechter: Carlos Chandía (CHI) |

|                                                   | |       |                                                            |                                                                                                |
| 10 juli Copa América Halve finale № 743 20:50 uur | Uruguay | 2 – 2 | Brazilië                                                   | Estadio José Pachencho Romero, Maracaibo Toeschouwers: 38.100 Scheidsrechter: Óscar Ruiz (COL) |
| 10 juli Copa América Halve finale № 743 20:50 uur | Diego Forlán 36' Sebastián Abreu 69'                                                                             |       | 13' Maicon 41' Júlio Baptista                              | Estadio José Pachencho Romero, Maracaibo Toeschouwers: 38.100 Scheidsrechter: Óscar Ruiz (COL) |
| 10 juli Copa América Halve finale № 743 20:50 uur | Strafschoppen |       |                                                            | Estadio José Pachencho Romero, Maracaibo Toeschouwers: 38.100 Scheidsrechter: Óscar Ruiz (COL) |
| 10 juli Copa América Halve finale № 743 20:50 uur | Diego Forlán Andrés Scotti Ignacio González Cristian Rodríguez Sebastián Abreu Pablo Gabriel García Diego Lugano | 4 – 5 | Robinho Juan Gilberto Silva Afonso Diego Fernando Gilberto | Estadio José Pachencho Romero, Maracaibo Toeschouwers: 38.100 Scheidsrechter: Óscar Ruiz (COL) |

|                                                   |                                                                 |       |                     |                                                                                       |
| 14 juli Copa América Troostfinale № 744 17:05 uur | Mexico                                                          | 3 – 1 | Uruguay             | Estadio Olímpico, Caracas Toeschouwers: 25.000 Scheidsrechter: Mauricio Reinoso (ECU) |
| 14 juli Copa América Troostfinale № 744 17:05 uur | Cuauhtémoc Blanco 36' (pen.) Omar Bravo 68' Andrés Guardado 76' |       | 22' Sebastián Abreu | Estadio Olímpico, Caracas Toeschouwers: 25.000 Scheidsrechter: Mauricio Reinoso (ECU) |

|  |  |  |  |  |  |  |  |  |

|                                      |             |       |         |                                                                                  |
| 12 september Vriendschappelijk № 745 | Zuid-Afrika | 0 – 0 | Uruguay | Ellis Park, Johannesburg Toeschouwers: 7.500 Scheidsrechter: Tendai Bwanya (ZIM) |
| 12 september Vriendschappelijk № 745 |             |       |         | Ellis Park, Johannesburg Toeschouwers: 7.500 Scheidsrechter: Tendai Bwanya (ZIM) |

|                                  |                                                                                          |       |         |                                                                                        |
| 13 oktober WK-kwalificatie № 746 | Uruguay                                                                                  | 5 – 0 | Bolivia | Estadio Centenario, Montevideo Toeschouwers: 25.200 Scheidsrechter: Rubén Selman (CHI) |
| 13 oktober WK-kwalificatie № 746 | Luis Suárez 4' Diego Forlán 38' Sebastián Abreu 48' Vicente Sánchez 67' Carlos Bueno 83' |       |         | Estadio Centenario, Montevideo Toeschouwers: 25.200 Scheidsrechter: Rubén Selman (CHI) |

|                                  |                   |       |         |                                                                                                   |
| 17 oktober WK-kwalificatie № 747 | Paraguay          | 1 – 0 | Uruguay | Estadio Defensores del Chaco, Asunción Toeschouwers: 23.200 Scheidsrechter: Héctor Baldassi (ARG) |
| 17 oktober WK-kwalificatie № 747 | Nelson Valdez 15' |       |         | Estadio Defensores del Chaco, Asunción Toeschouwers: 23.200 Scheidsrechter: Héctor Baldassi (ARG) |

|                                   |                                     |       |                              |                                                                                           |
| 18 november WK-kwalificatie № 748 | Uruguay                             | 2 – 2 | Chili                        | Estadio Centenario, Montevideo Toeschouwers: 35.000 Scheidsrechter: Sergio Pezzotta (ARG) |
| 18 november WK-kwalificatie № 748 | Luis Suárez 42' Sebastián Abreu 81' |       | 59' 70' (pen.) Marcelo Salas | Estadio Centenario, Montevideo Toeschouwers: 35.000 Scheidsrechter: Sergio Pezzotta (ARG) |

|                                   |                                   |       |                    |                                                                                          |
| 22 november WK-kwalificatie № 749 | Brazilië                          | 2 – 1 | Uruguay            | Estádio do Morumbi, São Paulo Toeschouwers: 70.000 Scheidsrechter: Héctor Baldassi (ARG) |
| 22 november WK-kwalificatie № 749 | Luís Fabiano 45' Luís Fabiano 64' |       | 9' Sebastián Abreu | Estádio do Morumbi, São Paulo Toeschouwers: 70.000 Scheidsrechter: Héctor Baldassi (ARG) |

## FIFA-wereldranglijst
| JAN | FEB | MAR | APR | MEI | JUN | JUL | AUG | SEP | OKT | NOV | DEC |
| --- | --- | --- | --- | --- | --- | --- | --- | --- | --- | --- | --- |
| 30  | 24  | 26  | 23  | 23  | 30  | 19  | 21  | 19  | 17  | 27  | 28  |

## Statistieken
| Fabián Carini        | 1979-12-26 | Real Murcia               | 13 | 0 | 0 | 68 | 0  |
| Juan Castillo        | 1983-03-07 | Peñarol                   | 1  | 0 | 0 | 1  | 0  |
| Verdediging          |            |                           |    |   |   |    |    |
| Jorge Fucile         | 1984-11-19 | FC Porto                  | 11 | 1 | 0 |    |    |
| Diego Lugano         | 1980-11-02 | Fenerbahçe SK             | 11 | 0 | 0 |    |    |
| Andrés Scotti        | 1975-12-14 | Argentinos Juniors        | 10 | 0 | 0 |    |    |
| Maximiliano Pereira  | 1984-06-08 | Benfica                   | 9  | 1 | 0 | 18 | 0  |
| Diego Godín          | 1986-02-16 | Villarreal CF             | 7  | 1 | 0 |    |    |
| Darío Rodríguez      | 1974-09-17 | Peñarol                   | 7  | 0 | 0 |    |    |
| Carlos Diogo         | 1983-07-18 | Real Zaragoza             | 4  | 0 | 0 | 22 | 0  |
| Carlos Valdez        | 1983-05-02 | Reggina Calcio            | 2  | 0 | 0 |    |    |
| Pablo Álvarez        | 1985-02-07 | Reggina Calcio            | 1  | 0 | 0 | 1  | 0  |
| Ignacio Ithurralde   | 1983-05-30 | Club Olimpo               | 1  | 0 | 0 |    |    |
| Martín Cáceres       | 1987-04-07 | Recreativo Huelva         | 0  | 1 | 0 | 1  | 0  |
| Pablo Castro         | 1985-01-18 | CA Bella Vista            | 0  | 1 | 0 |    |    |
| Pablo Lima           | 1981-03-26 | Vélez Sársfield           | 0  | 1 | 0 |    |    |
| Middenveld           |            |                           |    |   |   |    |    |
| Cristian Rodríguez   | 1985-09-30 | Benfica                   | 11 | 1 | 1 |    |    |
| Pablo García         | 1977-05-11 | Real Murcia               | 10 | 0 | 1 |    |    |
| Diego Pérez          | 1980-05-18 | AS Monaco                 | 10 | 0 | 0 |    |    |
| Álvaro Recoba        | 1976-03-17 | Torino FC                 | 4  | 1 | 1 |    |    |
| Walter Gargano       | 1984-07-27 | SSC Napoli                | 3  | 4 | 0 |    |    |
| Ignacio González     | 1982-05-14 | AS Monaco                 | 2  | 4 | 0 |    |    |
| Fabián Canobbio      | 1980-03-08 | Celta de Vigo             | 2  | 2 | 0 |    |    |
| Fabián Estoyanoff    | 1982-09-27 | Peñarol                   | 2  | 2 | 0 |    |    |
| Álvaro González      | 1984-10-29 | Boca Juniors              | 2  | 1 | 0 |    |    |
| Egidio Arévalo       | 1982-01-01 | CF Monterrey              | 1  | 2 | 0 | 4  | 0  |
| Carlos Grossmüller   | 1983-05-04 | Schalke 04                | 1  | 1 | 0 |    |    |
| Omar Pouso           | 1980-02-28 | Club Libertad             | 1  | 0 | 0 |    |    |
| Julio Mozzo          | 1981-04-20 | Peñarol                   | 0  | 2 | 0 |    |    |
| Leandro Ezquerra     | 1986-06-05 | CA River Plate Montevideo | 0  | 1 | 0 | 1  | 0  |
| Guillermo Giacomazzi | 1977-11-21 | Empoli FC                 | 0  | 1 | 0 |    |    |
| Mario Regueiro       | 1978-09-14 | Real Murcia               | 0  | 1 | 0 | 29 | 1  |
| Aanval               |            |                           |    |   |   |    |    |
| Diego Forlán         | 1979-05-19 | Atlético Madrid           | 9  | 0 | 5 |    |    |
| Sebastián Abreu      | 1976-10-17 | CA River Plate            | 6  | 4 | 7 | 36 | 20 |
| Luis Suárez          | 1987-01-24 | Ajax Amsterdam            | 6  | 0 | 2 | 6  | 2  |
| Vicente Sánchez      | 1979-12-07 | Schalke 04                | 5  | 4 | 2 |    |    |
| Carlos Bueno         | 1980-05-10 | Peñarol                   | 1  | 3 | 3 |    |    |
| Gonzalo Vargas       | 1981-09-22 | FC Sochaux                | 1  | 2 | 1 |    |    |
| Nicolás Vigneri      | 1983-07-06 | Cruz Azul                 | 0  | 2 | 0 |    |    |
| Diego Vera           | 1985-01-05 | Club Nacional             | 0  | 1 | 0 |    |    |

AUF · A-internationals · Selecties · Bondscoaches · Uruguayaans vrouwenelftal · Olympisch elftal · Uruguay U21 · Uruguay U20 · Uruguay U19 · Uruguay U18 · Uruguay U17
1900 – 1909 ·
1910 – 1919 ·
1920 – 1929 ·
1930 – 1939 ·
1940 – 1949 ·
1950 – 1959 ·
1960 – 1969 ·
1970 – 1979 ·
1980 – 1989 ·
1990 – 1999 ·
2000 – 2009 ·
2010 – 2019 ·
2020 – 2029
WK 1930 · 
WK 1950 · 
WK 1954 · 
WK 1962 · 
WK 1966 · 
WK 1970 ·
WK 1974 · 
WK 1986 · 
WK 1990 · 
WK 2002 · 
WK 2010 · 
WK 2014 · 
WK 2018
OS 1924 · 
OS 1928 ·
OS 2012
1902 · 
1903 · 
1904 · 
1905 · 
1906 · 
1907 · 
1908 · 
1909 ·
1910 · 
1911 · 
1912 · 
1913 · 
1914 · 
1915 · 
1916 · 
1917 · 
1918 · 
1919 ·
1920 · 
1921 · 
1922 · 
1923 · 
1924 · 
1925 · 
1926 · 
1927 · 
1928 · 
1929 ·
1930 · 
1931 · 
1932 · 
1933 · 
1934 · 
1935 · 
1936 · 
1937 · 
1938 · 
1939 ·
1940 · 
1941 · 
1942 · 
1943 · 
1944 · 
1945 · 
1946 · 
1947 · 
1948 · 
1949 ·
1950 · 
1951 · 
1952 · 
1953 · 
1954 · 
1955 · 
1956 · 
1957 · 
1958 · 
1959 ·
1960 · 
1961 · 
1962 · 
1963 · 
1964 · 
1965 · 
1966 · 
1967 · 
1968 · 
1969 ·
1970 · 
1971 · 
1972 · 
1973 · 
1974 · 
1975 · 
1976 · 
1977 · 
1978 · 
1979 ·
1980 · 
1981 · 
1982 · 
1983 · 
1984 · 
1985 · 
1986 · 
1987 · 
1988 · 
1989 ·
1990 ·
1991 · 
1992 · 
1993 · 
1994 · 
1995 · 
1996 · 
1997 · 
1998 · 
1999 · 
2000 · 
2001 · 
2002 · 
2003 · 
2004 · 
2005 · 
2006 · 
2007 · 
2008 · 
2009 · 
2010 · 
2011 · 
2012 · 
2013 · 
2014 · 
2015 · 
2016 ·
2017 ·
2018 ·
2019 ·
2020 ·
2021 ·
2022 ·
2023 ·
2024
Algerije ·
Angola ·
Argentinië ·
Australië ·
België ·
Bolivia ·
Brazilië ·
Bulgarije ·
Canada ·
Chili ·
China ·
Colombia ·
Costa Rica ·
Cuba ·
DDR ·
Denemarken ·
Duitsland ·
Ecuador ·
Egypte ·
Engeland ·
Estland ·
 Finland ·
Frankrijk ·
Georgië ·
Ghana ·
Guatemala ·
Haïti ·
Honduras ·
Hongarije ·
Ierland ·
India ·
Indonesië ·
Irak ·
Iran ·
Israël ·
Italië ·
Ivoorkust ·
Jamaica ·
Japan ·
Joegoslavië ·
Jordanië ·
Libië ·
Luxemburg ·
Maleisië ·
Mexico ·
Marokko ·
Nederland ·
Nicaragua ·
Nieuw-Zeeland ·
Nigeria ·
Noord-Ierland ·
Noorwegen ·
Oekraïne ·
Oezbekistan ·
Oman ·
Oostenrijk ·
Panama ·
Paraguay ·
Peru ·
Polen ·
Portugal ·
Roemenië ·
Rusland ·
Saarland ·
Saoedi-Arabië ·
Schotland ·
Senegal ·
Servië & Montenegro ·
Singapore ·
Slovenië ·
Sovjet-Unie ·
Spanje ·
Tahiti ·
Thailand ·
Trinidad en Tobago · 
Tsjechië ·
Tsjecho-Slowakije ·
Tunesië · 
Turkije ·
Venezuela ·
Verenigde Arabische Emiraten ·
Verenigde Staten ·
Wales ·
Zuid-Afrika ·
Zuid-Korea ·
Zweden ·
Zwitserland
Argentinië (1986) ·
België (1990) ·
Brazilië (1950) · 
Colombia (2014) ·
Costa Rica (2014) ·
Denemarken (1986) ·
Denemarken (2002) ·
Duitsland (2010) ·
Egypte (2018) ·
Engeland (2014) ·
Frankrijk (2002) ·
Frankrijk (2010) ·
Frankrijk (2018) ·
Ghana (2010) ·
Italië (1990) ·
Italië (2014) ·
Mexico (2010) ·
Nederland (1974) ·
Nederland (2010) ·
Portugal (2018) ·
Rusland (2018) ·
Saoedi-Arabië (2018) ·
Schotland (1986) ·
Senegal (2002) ·
Spanje (1990) ·
West-Duitsland (1986) ·
Zuid-Afrika (2010) ·
Zuid-Korea (1990) ·
Zuid-Korea (2010)